# Café de Hansen

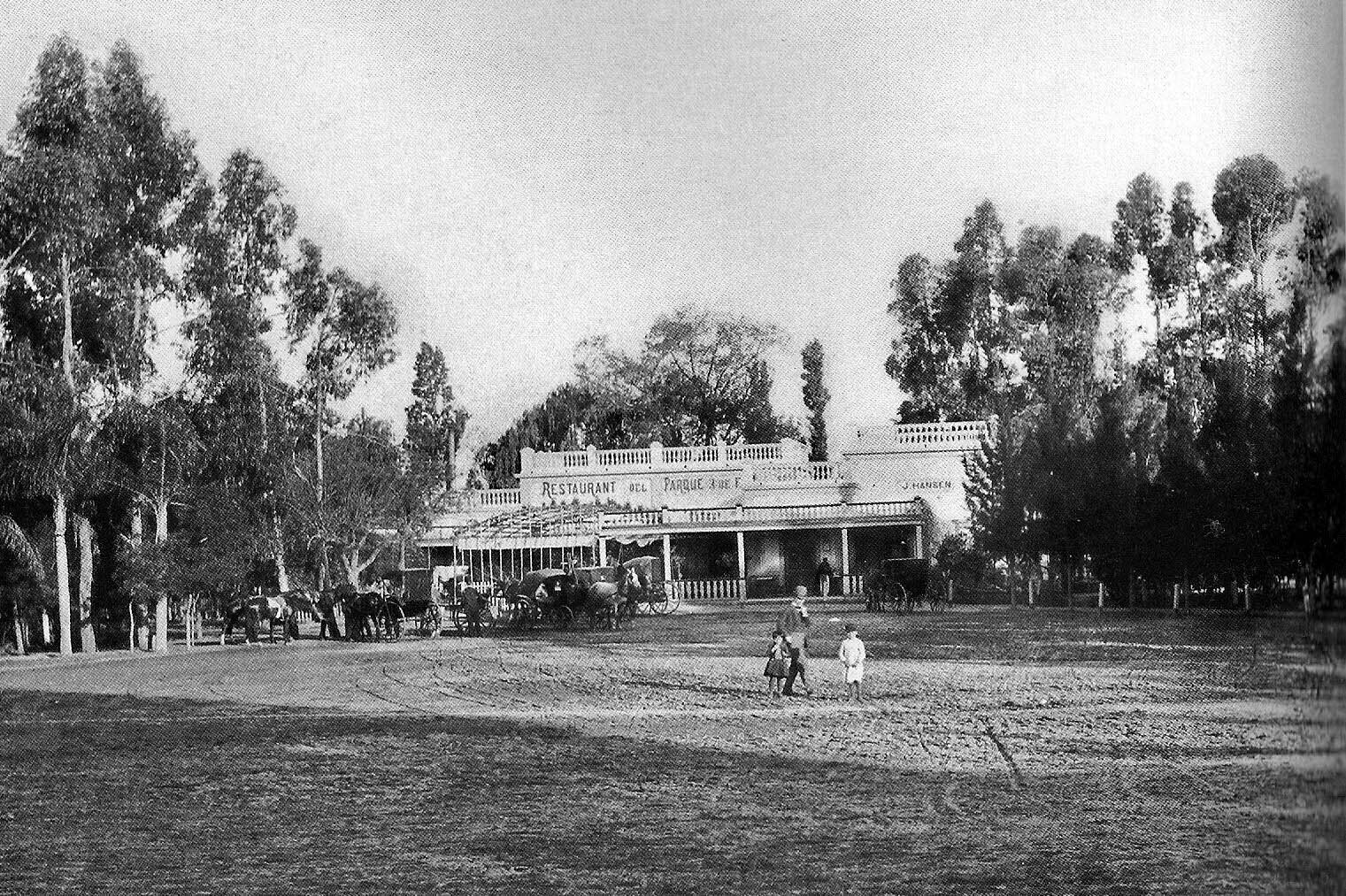
Café de Hansen en 1895 (ca.).

Café de Hansen, Antiguo Hansen, Lo de Hansen, Restaurant del Parque 3 de Febrero o Tarana, son los nombres con que se conoció a un restaurante que fue fundado en 1877 por el inmigrante alemán Juan Hansen, en la Avenida de las Palmeras (actual Avenida Sarmiento), en el barrio de Palermo, en Buenos Aires, Argentina. Es considerado por muchos como una de las cunas del tango. La construcción fue demolida en 1912.

## Historia

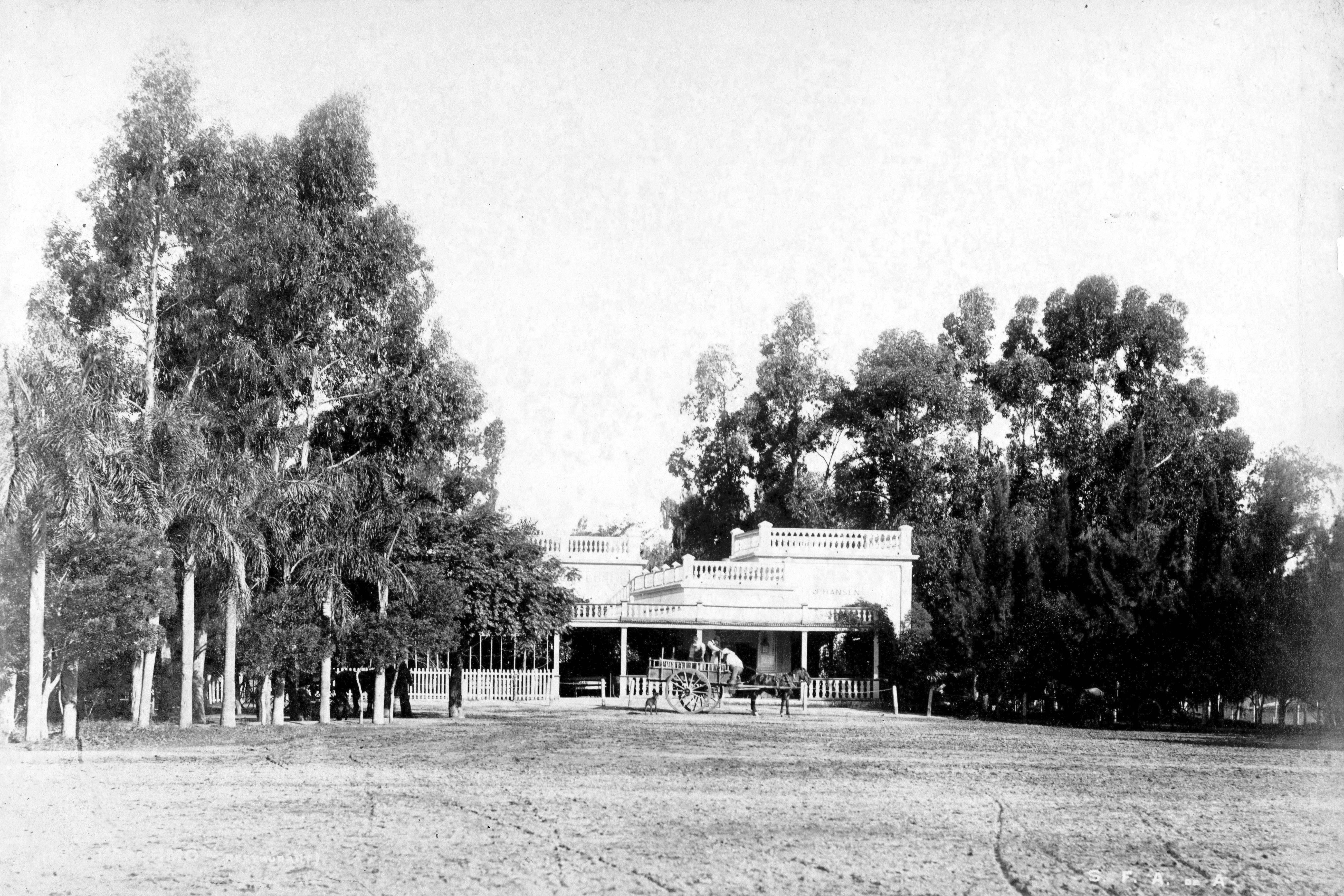
«Lo de Hansen», lugar donde se bailó tango entre 1877 y 1912.

Un documento publicado por el Instituto Histórico de la Ciudad de Buenos Aires establece que la fecha de su habilitación fue 1869.
En mayo de 1877, Juan Hansen solicitó por carta a la Comisión del Parque 3 de Febrero el arriendo de una casa ya existente y decía que en los 8 años que ya tenía en Palermo nunca había faltado a sus obligaciones. Esta carta deja entonces en claro que además de existir desde 1869, hubo dos establecimientos: el primero fue una casilla y el segundo fue mucho más amplio, al lado de la anterior, y se encontraba situado frente a donde hoy se halla el Planetario de Buenos Aires, o sea, en la esquina este de la actual Avenida Figueroa Alcorta y Sarmiento y tenía entrada por esta última. Era, para la época en que existió, un lugar muy retirado de la ciudad, desde el cual podía observarse el Río de La Plata.
Hansen fue su propietario hasta el día de su fallecimiento en el año 1892. El café continuó abierto hasta 1912, dirigido por Anselmo Tarana.
Hay distintas versiones sobre si se bailaba o no en el lugar, así como quienes fueron los que lo frecuentaron. En opinión del historiador Enrique Puccia, en las primeras horas se daba el desayuno a los niños, a media mañana leche y yema batida para jinetes y ciclistas. A la tarde merienda o aperitivo. Al anochecer se cenaba. A la noche los amantes del tango llegaban para disfrutar de esa música que allí se tocaba. Felipe Amadeo Lastra aseguraba que: no se bailaba, estaba prohibido como en todos los sitios públicos. Recién se pudo bailar en el Pabellón de las Rosas, primera Boite que hubo en Buenos Aires.
En 1912, fue hecho demoler por orden del intendente Joaquín S. de Anchorena, para realizar una ampliación de los accesos al velódromo.
El lugar adquirió una gran fama al exhibirse en 1937 la película dramática "Los muchachos de antes no usaban gomina" dirigida por Manuel Romero, que hacía trancurrir parte de la historia en el café, y por vehículo de los versos cantados en ella:
¿Te acordás, hermano, la Rubia Mireya
que quité en lo de Hansen al guapo Rivera?
¡Casi me suicido una noche por ella,
y hoy es una pobre mendiga harapienta...!
¿Te acordás hermano, lo linda que era?
¡Se formaba rueda pa´verla bailar!
Cuando por la calle la veo tan vieja,
doy vuelta la cara y me pongo a llorar...
Letra: Manuel Romero
Música: Francisco Canaro
Año: 1926

## El esquinazo
A comienzos del siglo XX, la ejecución de este célebre tango de Ángel Villoldo provocaba un excesivo entusiasmo en el público, que casi llegó a demoler el local al acompañarlo golpeando mesas y cristales, lo que llevó al dueño a prohibir a los músicos que lo tocaran.

## Hallazgos recientes
En diciembre de 2008 fueron hallados algunos restos de la construcción del café, junto a túneles de una usina eléctrica que abasteció al parque y había sido mandada construir en 1883 por Domingo Faustino Sarmiento.